# Розалии (праздник)
Роза́лии (также розарии, от лат. Rosalia, Rosaria, Dies rosae «праздник роз») — первоначально итальянский, а затем широко распространившийся праздник чествования памяти умерших с разными обрядами и пением, во время которого гробницы украшались венками из роз.
В начале XX века считалось, что название и обряды розалий были заимствованы южными и восточными славянами как Русалии из Фракии и Македонии. Более поздние исследования ставят под сомнение возможность заимствования древнеримской обрядности восточными славянами.

## Подробнее
В Древнем Риме праздник памяти умерших отмечали в апреле — мае. Это был праздник весны и цветов.
В Беларуси празднуется и сейчас, на кладбище в апреле-мае большинство людей приезжает, украшают могилки, и приносят много угощений, собираются семьи.  
Засвидетельствованный уже в императорскую эпоху, продолжал отмечаться и после принятия христианства. В христианских странах сроки праздника колебались от середины мая до середины июля в зависимости от сроков расцветания роз.
В странах с мягким климатом — Италия, Испания, Южная Франция, розалии отмечались на Троицу (итал. domenica rosata «Розовое воскресение» или итал. Pasqua rosata «Пасха роз»), а в странах с более холодным климатом — в Германии, Австрии, Бельгии, Голландии — на День Петра и Павла. Среди христиан этих государств даже распространилось поверье, что на Петров день святой Петр рассыпает розы, приглашая в рай праведников.